# Monika Obara
Pour les articles homonymes, voir Obara.
Monika Obara est une actrice polonaise née le 21 février 1980 à Lublin.

## Biographie
Monika Obara est née le 21 février 1980 à Lublin, dans la voïvodie de Lublin, en Pologne.
Durant ses études au lycée, elle est actrice au théâtre Panopticum de Lublin.
Elle débute à la télévision à l'âge de 17 ans dans la série télévisée polonaise Klan.
En 2004, elle est diplômée du département d'art dramatique de l'École nationale de cinéma de Łódź.
De 2004 à 2005, elle a joué au théâtre Polski (pl) de Bydgoszcz.
Depuis 2006, elle est actrice au théâtre Studio (pl) de Varsovie.

### Accident de la route
En 2007, elle provoque un accident de la route à Varsovie alors qu'elle a 2% d'alcool dans le sang. Seulement l'actrice a été blessée. Elle a été emmenée au centre de désintoxication et raconte cette expérience au magazine Viva! (pl) :

« Ce que j'ai vécu là-bas était un cauchemar ! On m'a mise dans une pièce où d'autres femmes dormaient sur des couchettes. Au milieu de la pièce, il y avait des toilettes ouvertes d'où s'échappaient des odeurs de vomi et d'urine. Jusqu'alors, je n'avais jamais réalisé que l'on pouvait traiter les gens de cette manière, même ceux dont la vie n'était pas rose, qui vivaient en marge de la société. Je me souviens avoir demandé à passer au moins un coup de fil à ma famille et le personnel de la salle de dégrisement s'est moqué de moi à voix haute. »

## Filmographie partielle

### Cinéma
- 2005 : Parę osób, mały czas : Anka
- 2005 : Oda do radości

### Télévision
- 2002 : Samo życie : serveuse
- 2003–2005 : Sprawa na dziś : spécialiste de la coopérative
- 2004–2007 : M jak miłość : Ela Müller, épouse de Stefan
- 2015 : Uwikłani : Klaudia Wojtkowska, assistante d'Adam (épisode 2)
- 2021 : The Office PL : Gosia Uszyńska

#### Invitée
- 1997 : Klan : patiente dans le service de gynécologie
- 2005 : Klinika samotnych serc : Alina
- 2010 : Hotel 52 : hôtesse de l'air Sara
- 2010 : Szpilki na Giewoncie : femme avec enfant
- 2010 : Ratownicy : policière
- 2010 : Usta usta : prostituée Nikola (épisode 4)
- 2011 : Na Wspólnej : Ada, sœur de Weronika (épisodes 1859, 1861, 1865)
- 2013 : Prawo Agaty : mère (épisode 37)
- 2015 : Prokurator : réceptionniste (épisode 4)
- 2015 : Dziewczyny ze Lwowa : la sœur d'Igor (épisode 1)
- 2018 : Druga szansa : serveuse (épisode 5)
- 2018 : Drogi wolności : jako Mme Kotkowa (odc. 5)

## Doublage
- 2020 : Valorant : Reyna
- 2021 : Potworna robota : Cutter

## Récompenses et distinctions
En 1999, elle reçoit le prix du théâtre polonais à Poznań pour sa participation au spectacle Realium abstrakcji du théâtre Panopticum (pl).
En 2004, elle remporte le prix Małgorzata Badowska pour le rôle de Mme Rozsika dans Geza-Dzieciak lors du XXIIe festival des écoles de théâtre de Łódź. Elle y remporte également le prix du public pour le rôle féminin le plus électrisant.